# Афанасия (Громеко)
Игуменья Афанасия (в миру Евгения Степановна Громеко или Громека) — игуменья Русской православной церкви, основательница женского монастыря святого Антония в Радечнице, вместе с общиной которого после начала Первой мировой войны переехала в Петроград. Автор термина «катакомбная церковь».

## Биография
Родилась в семье седлецкого губернатора Степана Громеки. Её братьями были литературный критик Михаил Громека и математик Ипполит Громека. Получила высшее педагогическое образование. Некоторое время была «светской петербургской женщиной».
Поступила послушницей в Богородийций Леснинский монастырь под духовной руководство его настоятельницы игуменьи Екатерины (Ефимовской). В 1899 году была назначена первой настоятельницей вновь созданного женского монастыря святого Антония в Радечнице. Монастырь этот занял здания бывшего католического монастыря бернардинцев, в котором с 1885 года пребывала православная мужская монашеская община. Став во главе нового монастыря, монахиня Афанасия получила достоинство игуменьи. Изначально руководила общиной, состоящей из десятка монахинь, однако, благодаря своим способностям, монастырь стал быстро развиваться: уже через в общине было 20—30 насельниц, а в 1914 году — 127 монахинь и послушниц. Монастырь в Радечнице вёл масштабную общественную деятельность.
Размеренную жизнь монастыря прервала Первая мировая война. В 1915 году монашеская община во главе с игуменьией Афнасией была эвакуирована в Петроград, где с 1913 года действовало подворье данного монастыря. Игумения была гостьей и советчицей одного из братств во имя святой Софии, сложившегося в Петрограде в послереволюционные годы.
В 1920 году, когда в подворье оставалось 36 сестёр под руководством игуменьи Афанасии, которых окормлял священник Михаил Алексеевич Савчук, его переименовали в Холмский Богородицкий монастырь, однако вскоре насельницы вернулись в Польшу. Входила в Братство Святой Софии, которое собиралось на квартире у протоиерея Николая Чукова.
После того, как монахини были изгнаны из своего храма обновленцами, которых игуменья Афанасия не признала, община не распалась, а продолжала своё существование как «домашний» монастырь. В двух из четырёх сохранившихся писем игуменья Афанасия несколько раз употребляет выражения «мои катакомбы», «моя тайная катакомбная церковь». Из контекста видно, что так она обозначает свой домашний храм, противопоставляя свои «катакомбы» официально действующему храму обновленцев. Для игуменьи Афанасии термин «катакомбы» распространялся на все противостоявшие обновленчеству православные общины, возносившие за богослужением вопреки запрету властей имя патриарха Тихона.
Переписка монахини была опубликована уже в XXI веке. В предисловии к публикации писем матери Афанасии не приводится никаких её биографических данных. Кроме митрополита Евлогия писала она и министру А. Г. Булыгину.